# Lurcy-le-Bourg
Lurcy-le-Bourg est une commune française située dans le département de la Nièvre, en région Bourgogne-Franche-Comté.

## Géographie

### Localisation
Lurcy-le-Bourg est une commune située dans le département de la Nièvre. La superficie de la commune est de 2 258 hectares. Son altitude varie entre 239 et 381 mètres.
Le village est implanté dans le quart nord-ouest de la Nièvre, à 35 km de Nevers (par la route). Il est situé à 5 km de Prémery et à 50 km au sud-est de Cosne-Cours-sur-Loire, son chef-lieu d'arrondissement.

### Hydrographie
- la Petite Nièvre ;
- le Ruisseau de Boulon ;
- le Ruisseau de la Grenotte[2].

### Villages, hameaux, lieux-dits, écarts
Boulon, les Châtaigniers, les Fontaines, la Maison Blanche, Marré, Pignault, le Petit Marais, Sangué, Vilaine, Villeneuve.

### Climat
Pour des articles plus généraux, voir Climat de la Bourgogne-Franche-Comté et Climat de la Nièvre.
En 2010, le climat de la commune est de type climat océanique dégradé des plaines du Centre et du Nord, selon une étude du Centre national de la recherche scientifique s'appuyant sur une série de données couvrant la période 1971-2000. En 2020, Météo-France publie une typologie des climats de la France métropolitaine dans laquelle la commune est exposée à un climat océanique altéré et est dans la région climatique  Centre et contreforts nord du Massif Central, caractérisée par un air sec en été et un bon ensoleillement.
Pour la période 1971-2000, la température annuelle moyenne est de 11 °C, avec une amplitude thermique annuelle de 15,9 °C. Le cumul annuel moyen de précipitations est de 945 mm, avec 12,5 jours de précipitations en janvier et 8,2 jours en juillet. Pour la période 1991-2020, la température moyenne annuelle observée sur la station météorologique de Météo-France la plus proche, « Premery », sur la commune de Prémery à 5 km à vol d'oiseau, est de 11,1 °C et le cumul annuel moyen de précipitations est de 911,1 mm. 
La température maximale relevée sur cette station est de 40,5 °C, atteinte le 11 août 2003 ; la température minimale est de −15,1 °C, atteinte le 26 janvier 2007,,.
Les paramètres climatiques de la commune ont été estimés pour le milieu du siècle (2041-2070) selon différents scénarios d'émission de gaz à effet de serre à partir des nouvelles projections climatiques de référence DRIAS-2020. Ils sont consultables sur un site dédié publié par Météo-France en novembre 2022.

## Urbanisme

### Typologie
Au 1er janvier 2024, Lurcy-le-Bourg est catégorisée commune rurale à habitat très dispersé, selon la nouvelle grille communale de densité à sept niveaux définie par l'Insee en 2022.
Elle est située hors unité urbaine. Par ailleurs la commune fait partie de l'aire d'attraction de Nevers, dont elle est une commune de la couronne,. Cette aire, qui regroupe 93 communes, est catégorisée dans les aires de 50 000 à moins de 200 000 habitants,.

### Occupation des sols
L'occupation des sols de la commune, telle qu'elle ressort de la base de données européenne d’occupation biophysique des sols Corine Land Cover (CLC), est marquée par l'importance des territoires agricoles (96,7 % en 2018), une proportion identique à celle de 1990 (96,7 %). La répartition détaillée en 2018 est la suivante : prairies (69,2 %), terres arables (27,5 %), forêts (3,3 %). L'évolution de l’occupation des sols de la commune et de ses infrastructures peut être observée sur les différentes représentations cartographiques du territoire : la carte de Cassini (XVIIIe siècle), la carte d'état-major (1820-1866) et les cartes ou photos aériennes de l'IGN pour la période actuelle (1950 à aujourd'hui).

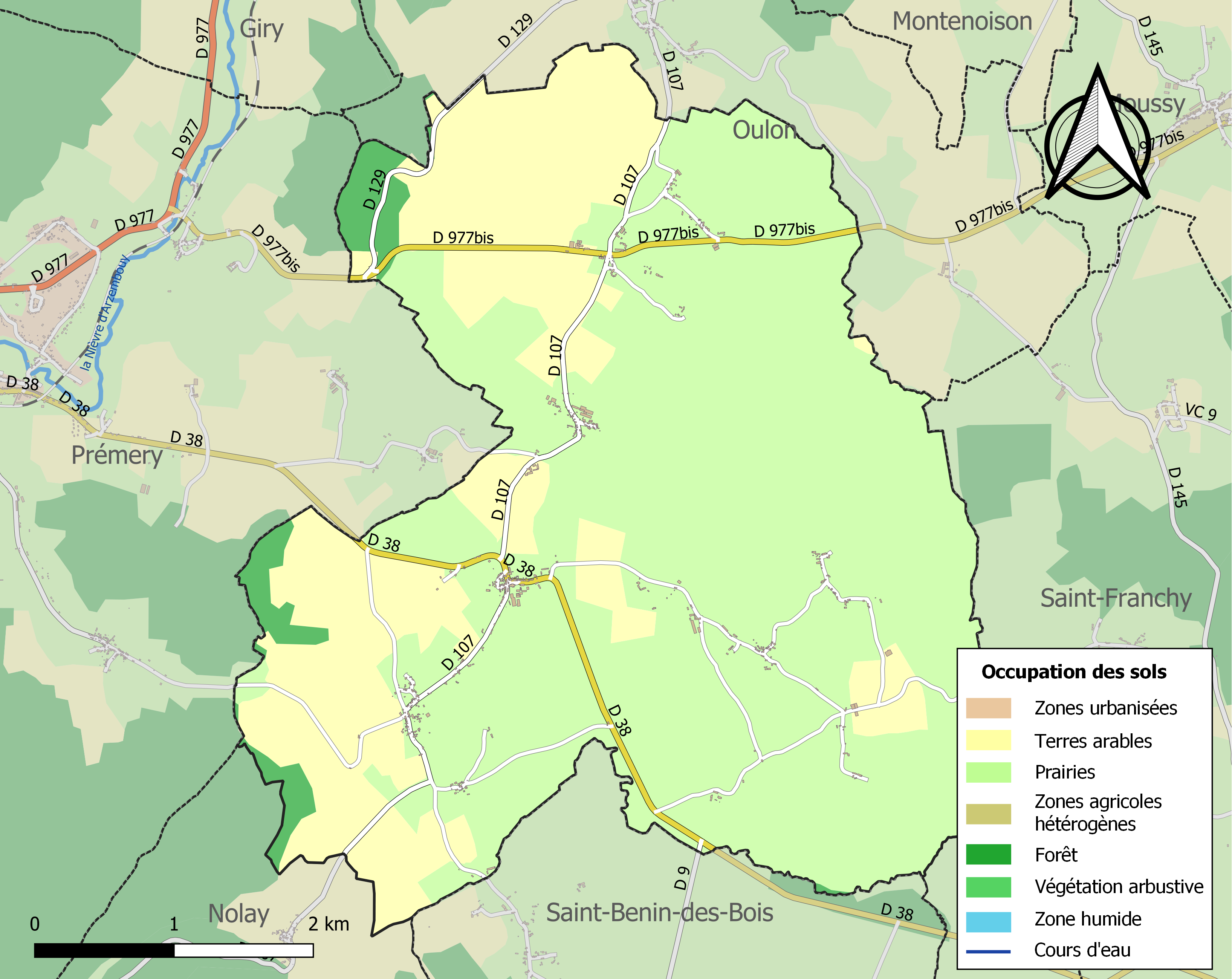
Carte des infrastructures et de l'occupation des sols de la commune en 2018 (CLC).

## Toponymie
Le nom de Lurcy vient du nom d'homme latin Lùpercius associé au suffixe -acum.
Au cours de la période révolutionnaire de la Convention nationale (1792-1795), la commune a porté les noms de Brutus-le-Bourg et de Lurcy-le-Sauvage.

## Histoire
La première mention du nom de la commune date de 859 : Lursiacum.
Lurcy était le chef-lieu d’un archiprêtré comprenant, au XIIIe siècle, 48 paroisses, dont celles de Crux-la-Ville, Guérigny, Poiseux, Saint-Martin-d’Heuille, Sichamps...
Le fief de Lurcy-le-Bourg dépendait de la châtellenie de Montenoison.

### Curés

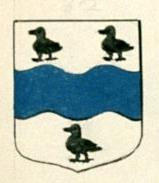
Armoiries de Jean Tirecuir, curé de Lurcy-le-Bourg au XVIIe siècle.

(février 2025).
- 1653 : Jean Tirecuir ;
- 1668 : Jacques Rochery ;
- 1686 : Henri Royer ;
- 1776 : Gaspard Moreau[18].

### Prieurs
(février 2025).
- 1454 : Etienne Boutillat ;
- 1572 : Léonard Robelin ;
- 1652 : Jean Guynet ;
- 1668 : Jean Marquet ;
- 1684 : Charles-Louis Proffit[20] ;
- 1696 : Maximilien-Henri de Potier, également abbé de Savigny ;
- 1776 : Pierre-Gaspard Leblanc, également chanoine de l’église cathédrale de Nevers[18].

### Seigneurs
Au XVIe siècle, le seigneur du lieu est François Ier de La Rivière, fils de Jean Bureau de la Rivière, seigneur de la Rivière, Champlemy, vicomte de Tonnerre et de Quincy, baron de Seignelay, seigneur d'Anthiol, Arzembouy, Beaumont, Bennes, Bonnard, Boulon (commune de Lurcy-le-Bourg), Cheny, Chevannes, Colméry, Corvol le Damp-Bernard, La Garde, Lurcy-le-Bourg, Lurcy-le-Châtel, Norry (Nourry, commune de Vandenesse), Ormoy, Perchin (commune de Treigny), Poilly, Rebourceau (Rebourseaux, commune de Vergigny), Saint-Martin, Souffin (Soffin, commune d'Authiou), Vézannes, etc. Enfant d'honneur ou page de Charles VIII, il épouse en 1499 Madeleine de Savoisy, dame de Seignelay et héritière de la maison de Seignelay dont il a eu onze enfants. Son testament date de 1534.
En 1668, Eustache de Charry est cité comme chevalier, seigneur de Lurcy, La Bretonnière et de Charry. On relève également les noms de Hugues de Charry (1707) et Pierre-René de Charry (1749).

### Armorial

Famille de La Rivière (XVIe siècle).
Famille d'Anzely, seigneurs de Lurcy-le-Bourg[25].
Famille de Charry (XVIIe siècle-XVIIIe siècle).

## Politique et administration
| Période                                  | Période   | Identité        | Étiquette | Qualité            |
| ---------------------------------------- | --------- | --------------- | --------- | ------------------ |
| mars 2008                                | en cours  | Régine Gaulon   |           | Agricultrice       |
| mars 2001                                | mars 2008 | Jacques Legrain | PS        | Conseiller général |
| Les données manquantes sont à compléter. |           |                 |           |                    |

## Démographie
L'évolution du nombre d'habitants est connue à travers les recensements de la population effectués dans la commune depuis 1793. Pour les communes de moins de 10 000 habitants, une enquête de recensement portant sur toute la population est réalisée tous les cinq ans, les populations de référence des années intermédiaires étant quant à elles estimées par interpolation ou extrapolation. Pour la commune, le premier recensement exhaustif entrant dans le cadre du nouveau dispositif a été réalisé en 2008.

En 2022, la commune comptait 274 habitants, en évolution de −6,8 % par rapport à 2016 (Nièvre : −3,28 %, France hors Mayotte : +2,11 %).
| 1793 | 1800 | 1806 | 1821  | 1831  | 1836  | 1841  | 1846  | 1851  |
| ---- | ---- | ---- | ----- | ----- | ----- | ----- | ----- | ----- |
| 953  | 971  | 969  | 1 003 | 1 153 | 1 153 | 1 147 | 1 280 | 1 200 |

| 1856  | 1861  | 1866  | 1872  | 1876  | 1881  | 1886  | 1891 | 1896 |
| ----- | ----- | ----- | ----- | ----- | ----- | ----- | ---- | ---- |
| 1 245 | 1 205 | 1 116 | 1 075 | 1 083 | 1 042 | 1 010 | 930  | 926  |

| 1901 | 1906 | 1911 | 1921 | 1926 | 1931 | 1936 | 1946 | 1954 |
| ---- | ---- | ---- | ---- | ---- | ---- | ---- | ---- | ---- |
| 832  | 824  | 714  | 594  | 560  | 502  | 479  | 469  | 444  |

| 1962 | 1968 | 1975 | 1982 | 1990 | 1999 | 2006 | 2008 | 2013 |
| ---- | ---- | ---- | ---- | ---- | ---- | ---- | ---- | ---- |
| 455  | 461  | 383  | 347  | 334  | 323  | 305  | 300  | 299  |

| 2018 | 2022 | - | - | - | - | - | - | - |
| ---- | ---- | - | - | - | - | - | - | - |
| 281  | 274  | - | - | - | - | - | - | - |

## Culture locale et patrimoine

### Lieux et monuments
- Stèle commémorative des résistants morts au combat à Lurcy-le-Bourg le 19 juillet 1944[30] ;
- Église Saint-Gervais-Saint-Protais, ouverte tous les jours (XIIe, XVIe et XIXe siècles),  ;
- Le logis prieural, propriété privée (XIVe siècle, remaniée au XVIIe siècle),  ;
- Château du Marais, propriété privée, ;
- La Gentilhommière, château du XVIIIe siècle[31] ;
- Ancienne auberge du Cheval Blanc (XVe siècle).

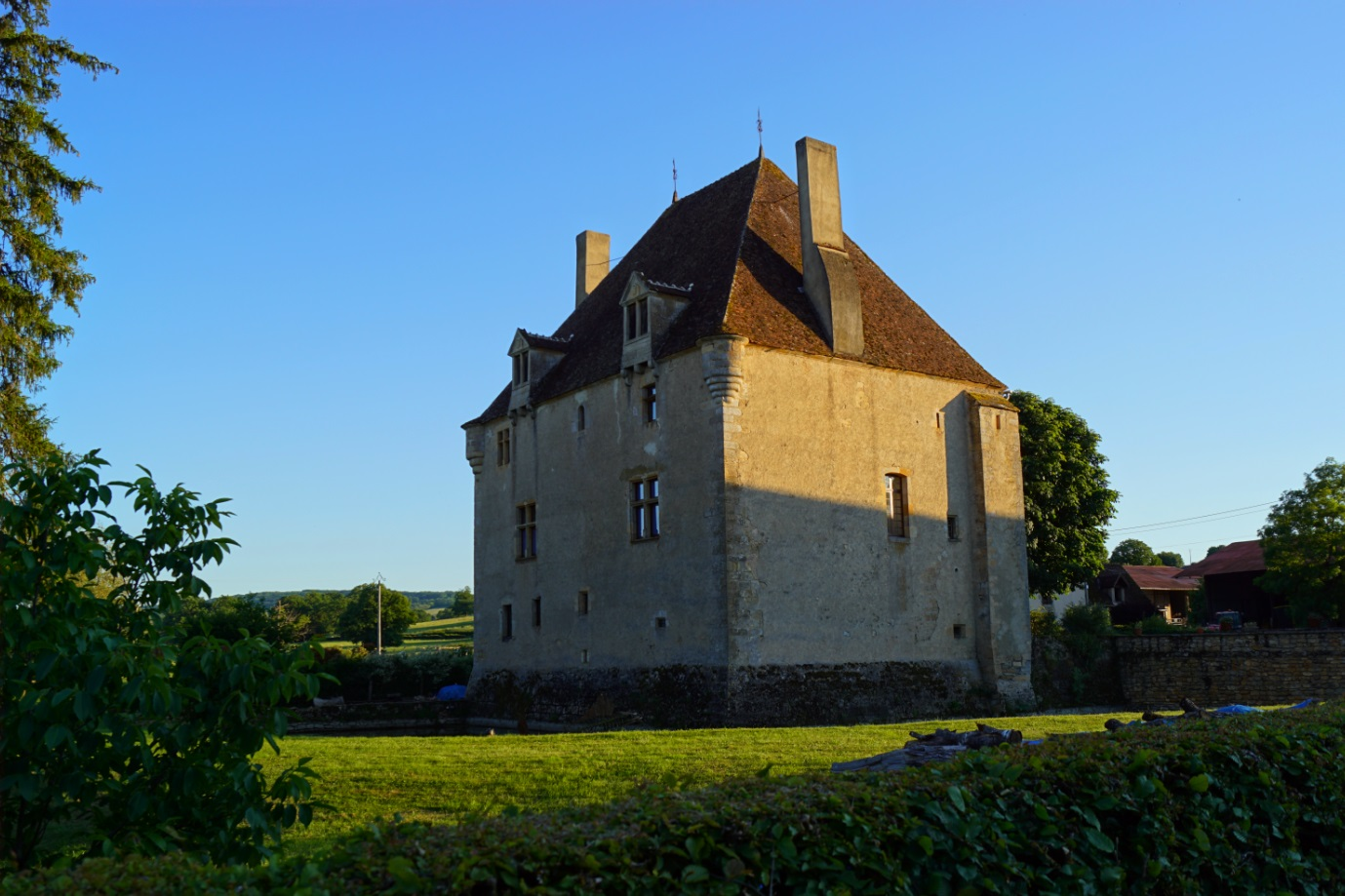
Le logis du prieur (XIVe-XVIIe).
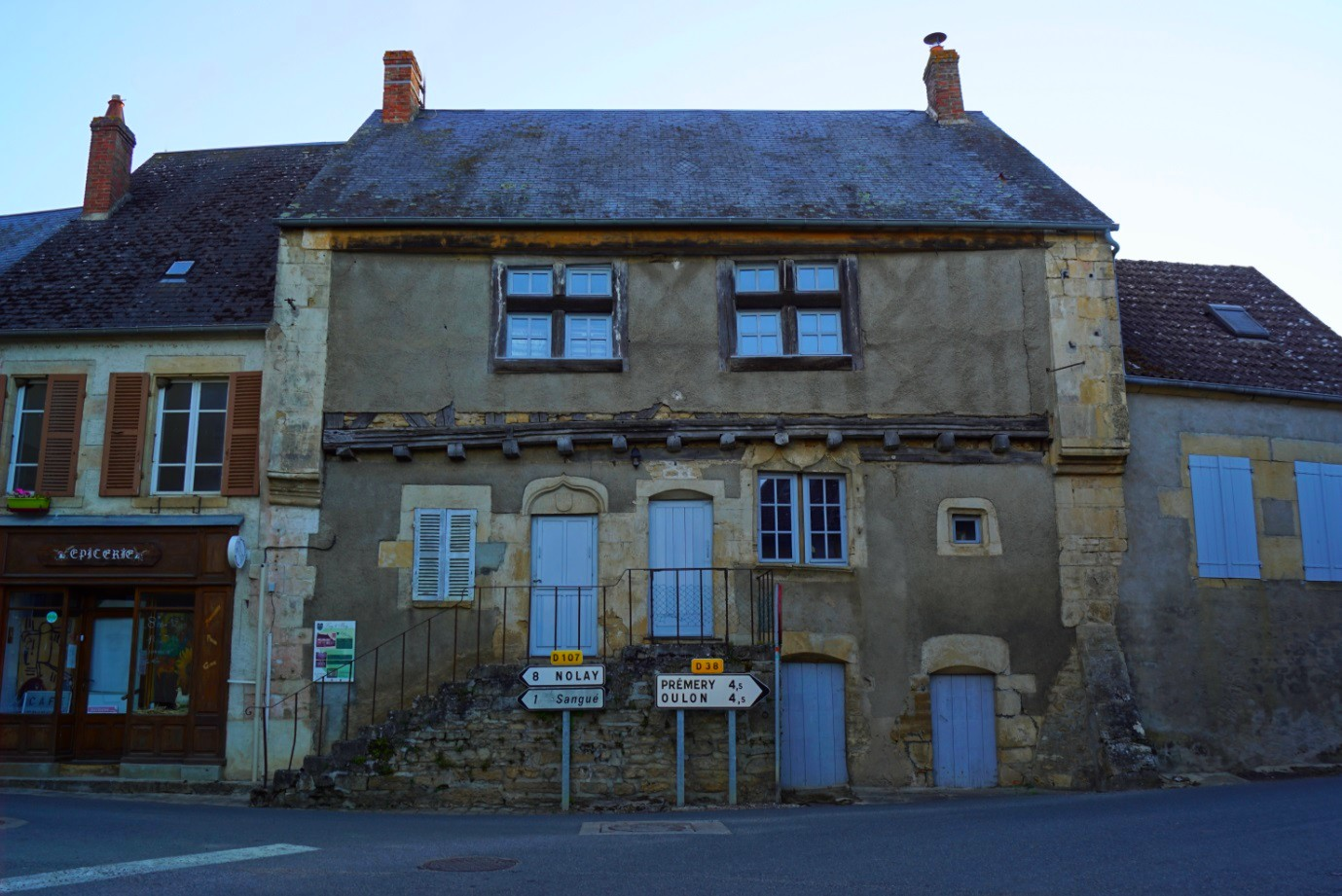
Maison du XVe siècle.
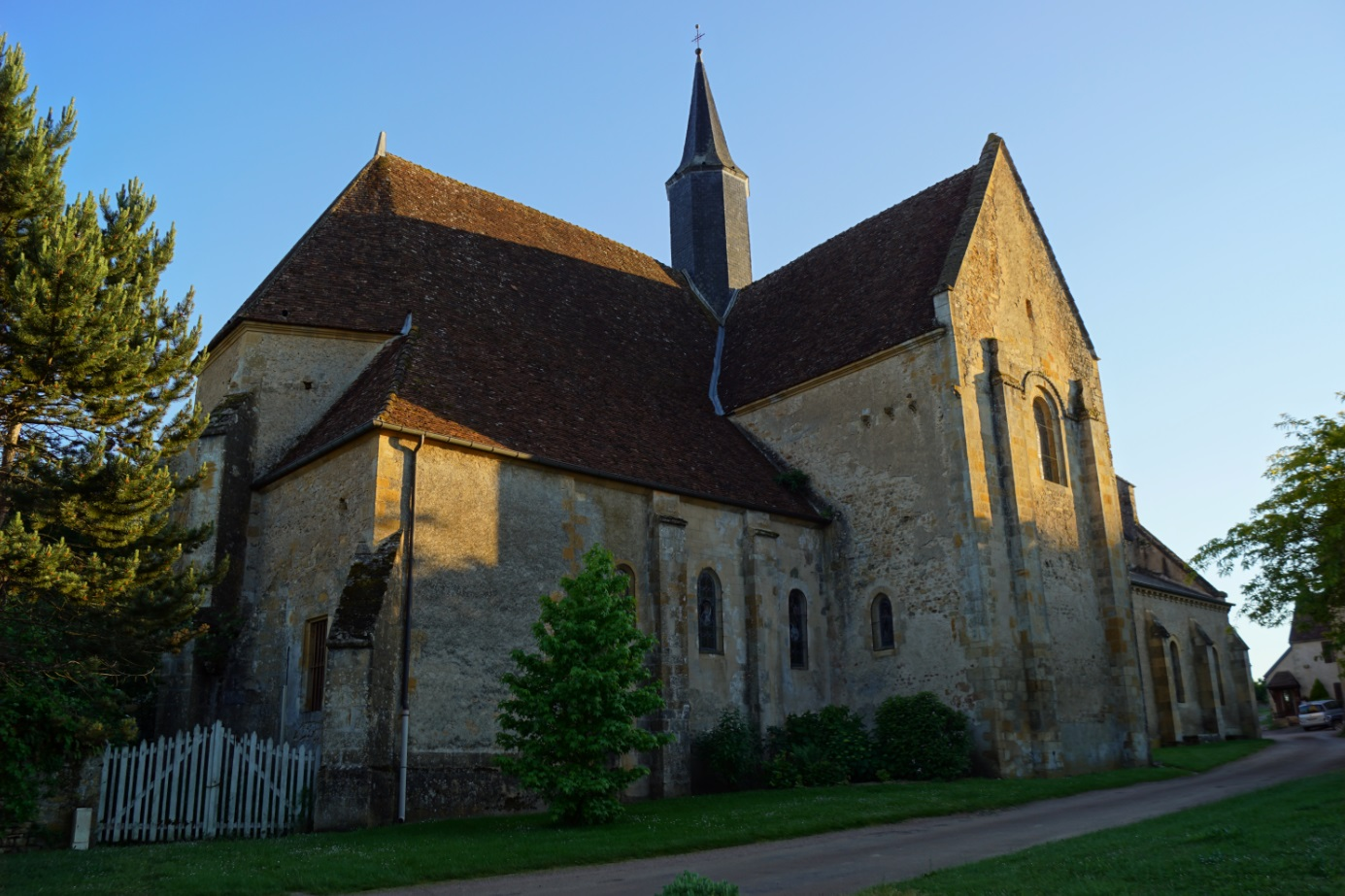
Église Saint-Gervais (XIIe-XVIe).
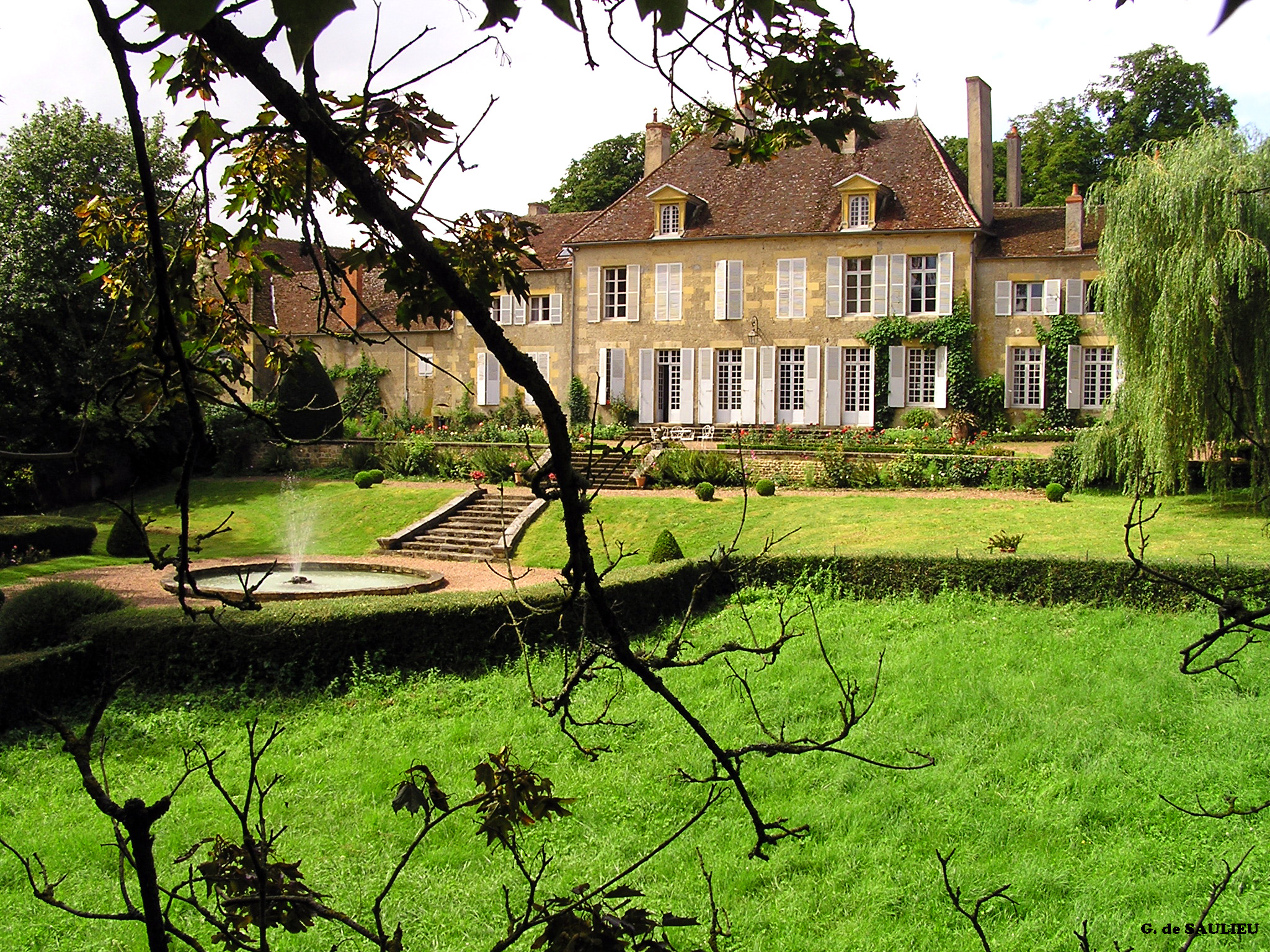
La Gentilhommière (XVIIIe).
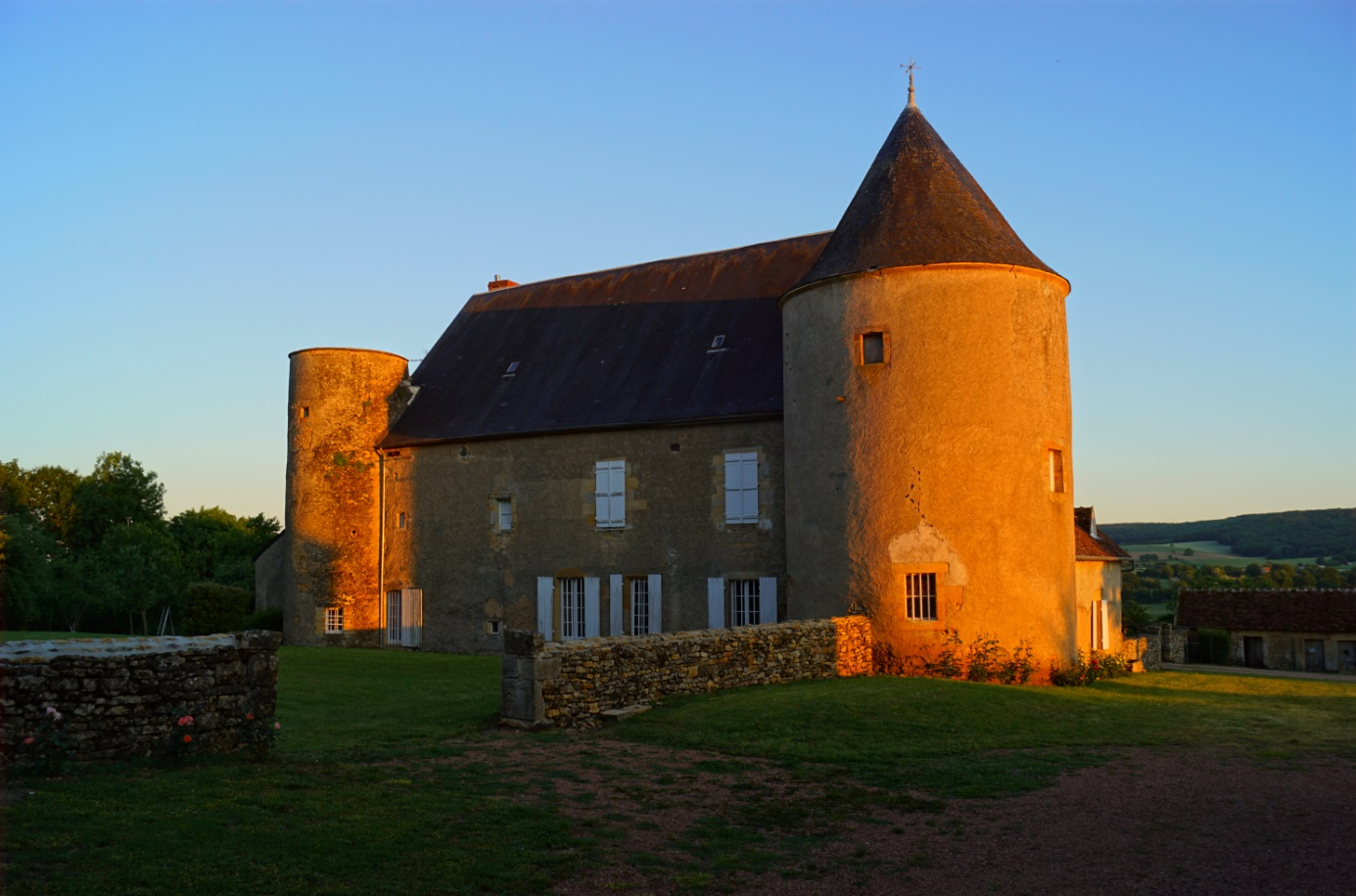
Le château du Marais (XVe-XVIIe).

### Personnalités liées à la commune
- Robert Mariaux (1922-1944), chef du maquis de Prémery, qui prendra son nom après sa mort au combat[30] ;
- Jacques de Saulieu de la Chaumonerie (1876-1917), mort pour la France[32] ;
- Marcel Donon, né le 12 juin 1879 à Lurcy-le-Bourg (Nièvre) et décédé le 17 août 1943 à Pithiviers (Loiret), homme politique ;
- Michel Jouvet (1925-2017), neurobiologiste français (origines paternelles à Lurcy-le-Bourg).